# Ajeromi-Ifelodun
Ajeromi-Ifelodun ist eine Local Government Area im Bezirk Badagry im Bundesstaat Lagos. Sie hat etwa 57.276,3 Einwohner pro Quadratkilometer und gehört damit zu den am dichtesten besiedelten Local Government Areas.
Sie gliedert sich in die Ortsteile Ajegunle, Amukoko, Apapa und Malu. 